# Pro eximia tua
Pro eximia tua  è una enciclica di papa Benedetto XIV, datata 30 giugno 1741 e scritta all'Arcivescovo di Torino.
Questa lettera, intitolata « Breve encyclicum ad Episcopos Provinciae Pedemontanae », mostra le difficoltà che a volte si riscontrano nel definire i documenti papali. Infatti alla fine del documento si trova la formula « sub anulo Piscatoris », che è la formula che viene usata normalmente per i Brevi apostolici. Tuttavia questa lettera, indirizzata all'Arcivescovo di Torino e non a tutti i Vescovi della cristianità (che è una delle caratteristiche di una Enciclica), viene presentata ufficialmente come breve encyclicum.
In questa enciclica, Benedetto XIV si richiama al breve Quanta cura indirizzato lo stesso giorno a tutti i Vescovi per condannare l'abitudine di mercanteggiare sulle elemosine per le Messe. Poiché questo illecito guadagno risulta praticato anche nelle Diocesi del Piemonte, il Papa invita personalmente l'Arcivescovo di Torino ad intervenire presso il proprio clero per estirpare tale abuso.

## Fonte
- Tutte le encicliche e i principali documenti pontifici emanati dal 1740. 250 anni di storia visti dalla Santa Sede, a cura di Ugo Bellocci. Vol. I: Benedetto XIV (1740-1758), Libreria Editrice Vaticana, Città del Vaticano 1993